# Меса, Лис
Лис Наталия Меса Паэс (исп. Liz Natalia Meza Páez; род. 28 марта 1981) — парагвайский врач и политический деятель. Член правой партии «Национальная республиканская ассоциация» (ANR, также известной как «Колорадо»). Губернатор департамента Консепсьон с 16 августа 2023 года.

## Биография
Родилась 28 марта 1981 года.
Медицинское образование получила на Кубе. Получила докторскую степень по медицине. Получила диплом в области управления здравоохранением.
Работала в государственном Институте социального обеспечения (Instituto de Previsión Social, IPS), обеспечивающем социальное страхование. С 29 ноября 2018 года работала директором региональной больницы IPS в Консепсьоне. Ушла с поста в 2022 году, чтобы участвовать в избирательной кампании.
Баллотировась на всеобщих выборах 30 апреля 2023 года на пост губернатора департамента Консепсьон. Выиграла выборы. Её конкурент Элисео Гуггьяри (Eliseo Guggiari) из либеральной «Коалиции для нового Парагвая» (CNP), набравший как и Лис чуть более 44 тысяч голосов, утверждал, что выиграл выборы с перевесом в 65 голосов, а Лис Меса настаивала на своей победе с перевесом в 42 голоса. Высший избирательный суд Парагвая (Tribunal Superior de Justicia Electoral, TSJE), выполняющий функции избирательной комиссии страны, двумя голосами против одного присудил победу Лис Месе. В ночь на среду, 16 августа  приведена к присяге. Стала первым представителем «Национальной республиканской ассоциации» и первым врачом, избранным на этот пост. Из 17 губернаторов Парагвая — две женщины, представительница «Национальной республиканской ассоциации» Норма Сарате (Norma Zarate de Monges) избрана первой женщиной-губернатором департамента Парагуари. Лис Меса сменила Сульму Домингес (Zulma Domínguez) из Аутентичной радикальной либеральной партии (PLRA), которая была избрана временно исполняющей обязанностей губернатора в январе, после отставки её однопартийца Эдгара Лопеса (Edgar López).